# Libramont-Chevigny
Libramont-Chevigny (wa. Libråmont, Libraumont) – miejscowość i gmina (commune) w południowo-wschodniej Belgii, w Regionie Walońskim, w prowincji Luksemburg, w okręgu Neufchâteau. 1 stycznia 2024 roku liczyła 11 972 mieszkańców.  

## Podział administracyjny
W skład gminy wchodzi osiem dzielnic (section):
- Bras
- Freux
- Libramont
- Moircy
- Recogne
- Remagne
- Saint-Pierre
- Sainte-Marie-Chevigny

## Współpraca
Miejscowość partnerska:
- Cormelles-le-Royal, Francja